# دومينغو غارسيا (مبارز بالسيف)
دومينغو غارسيا (بالإسبانية: Domingo García)‏ هو مبارز بالسيف إسباني، (و. 1895  م).

## وصلات خارجية
- دومينغو غارسيا على موقع أوليمبيديا (الإنجليزية)